# 12,8cm PaK 44
12,8cm PaK 44 L/55 (Panzerabwehrkanone) byl německý těžký protitankový kanón používaný během druhé světové války. Byl navržen na základě zkušeností z východní fronty v roce 1943. V této době se německá armáda setkala s kanony ráže 122 mm a vedení wehrmachtu vydalo požadavek na vytvoření podobného děla. Vývoj byl zprvu zaměřen na vytvoření polního kanónu pod jménem Kanone K 44. Jakmile se německá armáda začala střetávat s novými těžkými tanky IS-2 a stíhači tanků s děly ráže 122 mm, začaly se objevovat požadavky na přepracování kanonu, aby z něj mohla být účinná protitanková zbraň vhodná, jak do podoby polního kanónu, tak i k montáži na obrněná vozidla.
PaK 44 měl podobné vlastnosti co se týče přesnosti na krátké a střední vzdálenosti, jako 8,8cm Pak 43, ale 12,8cm Pak 44 dosahoval lepších výkonů na extrémně dlouhé vzdálenosti (1 800-2 700 + metrů) a zároveň byl vysoce efektivní v roli polního kanónu při střelbě HE munice.

## Vývoj

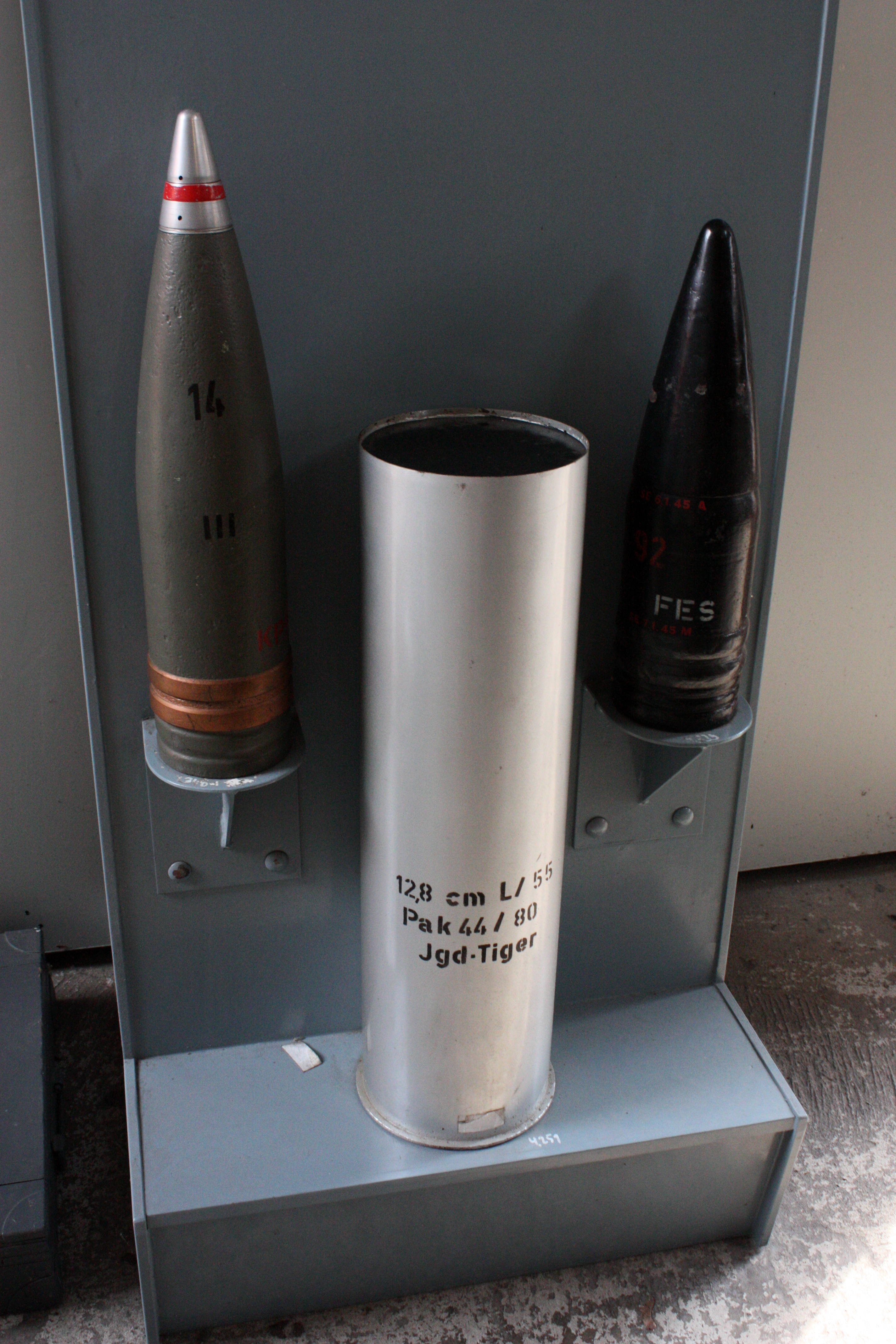
Munice do 12,8-cm-PaK 44 L/55

Volba na ráži 128 mm padla zejména díky zkušenostem s vývojem a výrobou kanónů ráže 128 mm určených pro námořnictvo. Zakázka byla přidělena firmám Rheinmetall Borsig a Krupp, s tím že první prototypy byly k dispozici ke konci roku 1944. Firma Rheinmetall začala upravovat již existující kanóny na variantu vhodnou k protitankovému boji, zatímco firma Krupp se rozhodla navrhnout novou zbraň od základů. Po počátečních testech byl projekt firmy Rheinmetall zamítnut a vývoj pokračoval s designem firmy Krupp. Nicméně testy ukázaly, že kanón váží bezmála 11 tun a to bylo pro vlečnou verzi nepraktické a tak se od ní upustilo.
Přibližně 50 kusů K-44 bylo upevněno na různé platformy. Verze, který využívala lafetu z francouzského děla GPF-T, byla označena jako K 81/1, zatímco K 81/2 využívalo lafety z ruské 152 mm houfnice. Oba návrhy byly urychlené a velmi těžké, což je činilo velice těžkopádnými a neobratnými v boji. Pro svou velikost a váhu bylo možné dělo montovat pouze na velmi velká vozidla. V roce 1943 bylo toto dělo vybráno, jako hlavní zbraň Jagdtiger (Sd.Kfz. 186), což je nejtěžší sériově vyráběné obrněné vozidlo. Jako hlavní zbraň mělo také sloužit super-těžkému tanku Maus, což byl největší a nejtěžší vyrobený tank vůbec.

## Varianty
- 12.8 cm Kanone 44, Pak 44
- 12.8 cm Kanone 81/1: K 44 montované na francouzské 155mm GPF-T
- 12.8 cm Kanone 81/2: K 44 montované na ruské 152 mm houfnice vzor 1937 (ML-20)
- 12.8 cm Kanone 81/3: K 44 montované na Gerät 579 střední dělostřelecký nosič. Kruppovo čtyř kolová verze s jedním párem ve předu a druhým vzadu. Byl schopen pálit v rozsahu 360°.
- 12.8 cm Pak 80: Pak 44 montované na Jagdtiger (Sd.Kfz. 186) .

## Značení

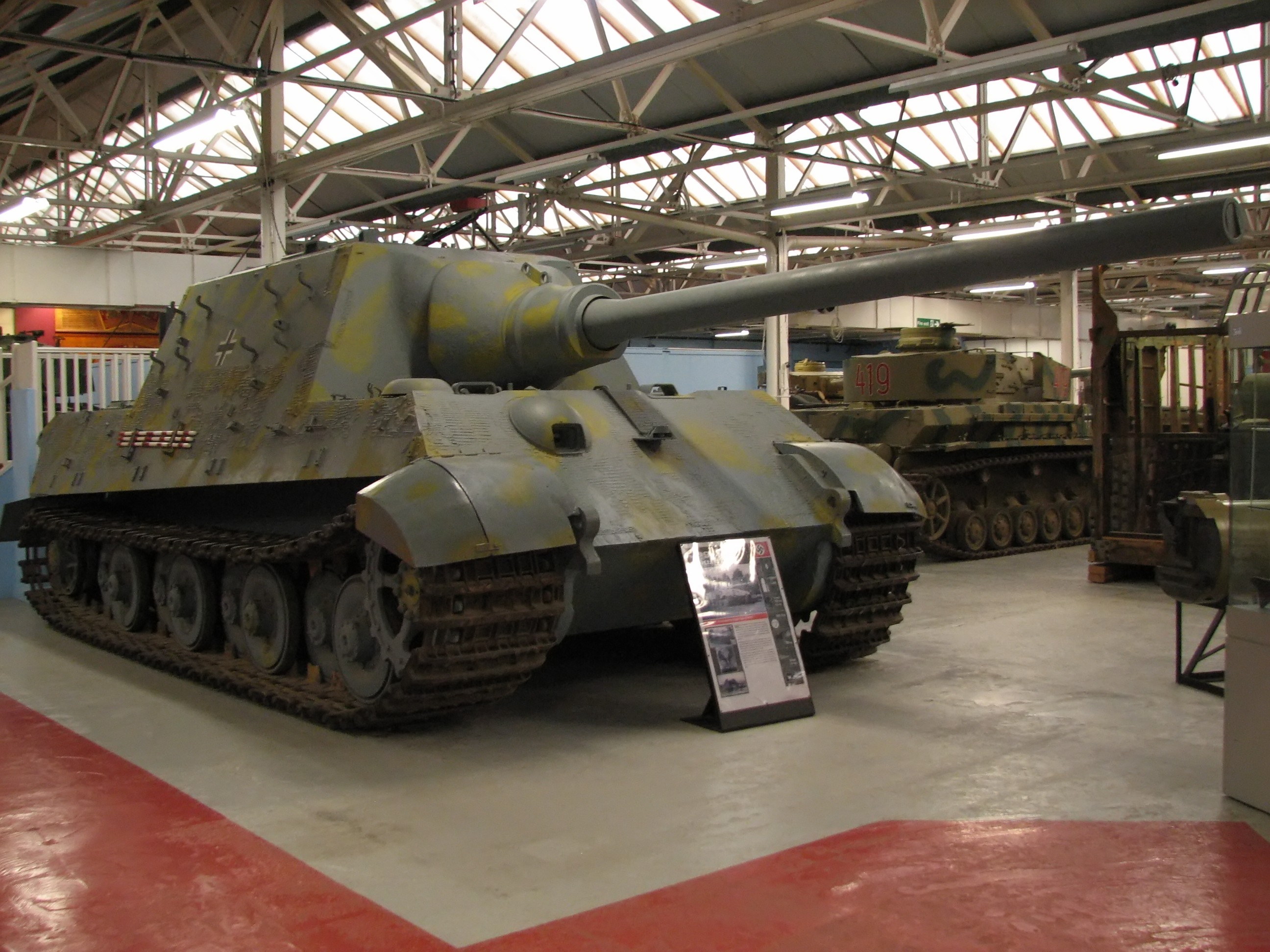
Pak 44 namontovaný na stíhači tanků Jagdtiger

V této době bylo celkem obvyklé změnit nějakému zařízení název. Proto je možné se s tímto dělem setkat s názvy jako K 44, Pak 44, Kanone 81, Pak 80 a PJK 80. Číslování 8x (X-symbolizuje libovolnou číslovku, která by byla vybrána) bylo dočasné pro zařízení vyráběné obvykle v malých počtech a nebyly považovány za standardní služební výzbroj. Proto byly Pak 80 a 80 PJK dočasně pojmenovány jako K81/x.
Pokud by bylo přijato do plného provozu, neslo by označení Pak 4x. Jediný rozdíl mezi Pak 44 a K 44 byl režim provozu, jinak byly identické.
| Hmotnost granátu  | 28,30 kg |
| Účinný dostřel    | 3 500m   |
| Maximální dostřel | 24,410 m |
| Úsťová rychlost   | 950 m/s  |